# Anthurium multinervium
Anthurium multinervium är en kallaväxtart som beskrevs av Adolf Engler. Anthurium multinervium ingår i släktet Anthurium och familjen kallaväxter. Inga underarter finns listade.